# 市场化
市场化是指用市场作为解决社会、政治和经济问题等基础手段的一种状态，意味着对经济的放松管制，对工业产权的私有化。市场化的工具有许多种，比较低程度的市场化就是外包，比较高程度就是完全出售。
中文里的市场化与英语里面的市场化（Marketization/Marketisation）两个概念并不等同。英文的Marketization是指通过改变法律环境，将国有企业转变为以市场为导向企业的重组过程。